# Sphaerodromiinae
De Sphaerodromiinae vormen een onderfamilie van krabben (Brachyura) uit de familie Dromiidae.

## Geslachten
De Sphaerodromiinae omvat volgende geslachten:
- Eodromia McLay, 1993
- Frodromia McLay, 1993
- Sphaerodromia Alcock, 1899